# 三巴旺温泉公园

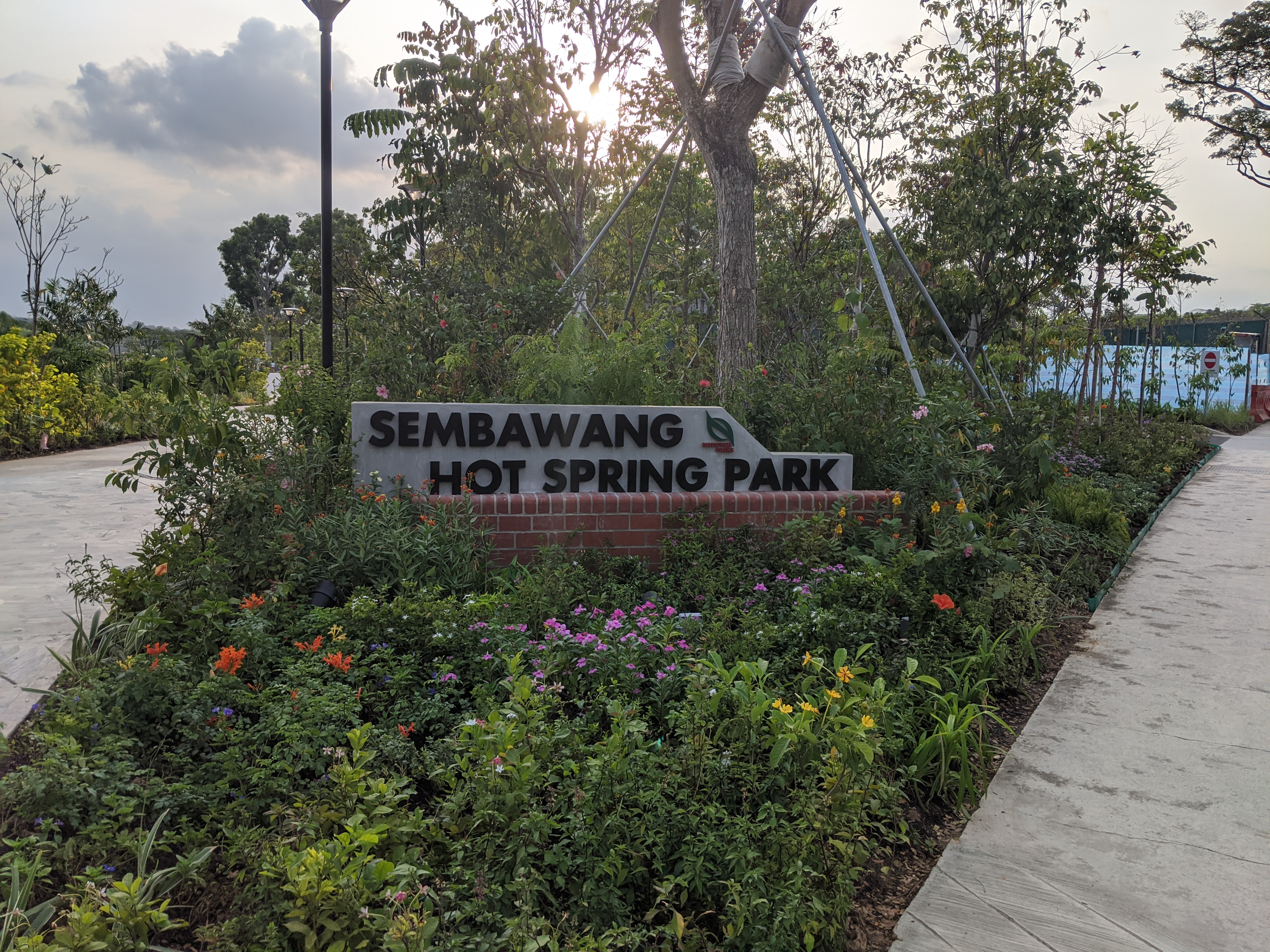
三巴旺温泉公园入口

三巴旺溫泉公园（英語：Sembawang Hot Spring Park），位於新加坡三巴旺區三巴旺空军基地北部。入口設在甘巴士道，每天早上7時至晚上7時，免費對外開放。

## 歷史[1][2]
- 在1909年，華籍商人佘永恭（罗马化名：Mr. Seah Eng Keong）發現了這口溫泉并将鄰近的村莊命名为：Kampong Ayer Panas（馬來語：溫泉村）。而溫泉的源頭被圍成一口井，現時那一口井被鎖在一個混凝土水泵房裡，由機器抽出熱水，經水龍頭發放，以防止意外。
- 在1922年，飲料製造商花莎尼（英语：F&N）購入這個溫泉生產瓶裝礦泉水發售，直至1944年，由於受到盟軍 的炸彈空襲而停產。在日本 殖民統治期間，鄰近地區還建立了數家「溫泉浴堂」，供大日本皇軍使用。
- 在1960年代初期，部分迷信的賭徒認為這個溫泉能夠洗刷惡運，因此在前赴跑馬場 賭博前，會先來這裡洗澡。
- 在1965年，花莎尼計劃把這個溫泉發展成為一個大型的「水療度假村」，附有溫泉浴、游泳池、高爾夫球場及飯店。可惜由於投資過大及當時政局不隱，而被擱置。遺址就是現在的「三巴旺春泉住宅區」（英语：Sembawang Springs Estate）一帶。
- 在1985年，該土地被移交至新加坡的國防部，作為三巴旺機場的擴建部分。由於部分不守秩序的民眾把用過的溫泉水隨處倒掉，使「溫泉區」一帶成了污水地帶，因此在2002年3月關閉，耗資約叻幣100,000元進行改善工程，包括鋪設地下排水道及一條約2米寬，200米長的混凝土通道，從「甘巴士道」通向「溫泉區」，並在「溫泉區」附近設立欄柵，組成一個能容納500人的廣場，並增設水龍頭供應溫泉水。在2002年5月1日重新開放。
- 于2017年，該土地从新加坡的國防部被移交至国家公园局（英语：Nparks），三巴旺溫泉将被重新发展为一个面积约一公顷的公园。 这公园里的设施将包括厕所，小吃店等，原计划于2019年完成并开放给公众使用。 [3][4]
- 2020年1月4日[5]，三巴旺溫泉重新对外开放，新加坡公园局将其更名为「三巴旺温泉公园」。[6]

## 外部連結
- NPARKS官方网址（页面存档备份，存于）